# Marco Antonio Silva
Marco Antonio Silva (Ciudad de México, 1954) es un coreógrafo, bailarín, docente, promotor cultural y director de escena mexicano. Del 2016 al 2022 director artístico del Centro de Producción de Danza Contemporánea y miembro del Sistema Nacional de Creadores de Arte del FONCA.

## Trayectoria
Sus inicios en las artes escénicas comenzaron en 1973 al integrarse como actor en el grupo de teatro del Teatro Santa Catarina dirigido por el Mtro. Gabriel Sotres. Con este colectivo de actrices y actores se realizaron escenificaciones de espectáculos denominados Poesía Dinámica, en dichas producciones colaboraron: Ricardo Pérez Montfort (historiador, músico y poeta), Adriana Díaz de León (soprano), Abril Boliver (poeta y actriz), Ana Paula de Teresa (antropóloga y actriz), ente otros.
En 1974 ingresa al Centro Universitario de Teatro de la UNAM, bajo la dirección del Mtro. Héctor Mendoza(+), miembros de aquella generación fueron: Humberto Zurita, Verónica Langer, David Ostrovsky (+), Blanca Guerra, entre otros.
En 1975 se integra como baterista en el grupo de rock Máquina 501 al lado de Jaime López y Ricardo Pérez Monfort.
En 1976 la maestra Gloria Contreras fundadora, directora y principal coreógrafa del Taller Coreográfico de la UNAM, al reconocer su compromiso, entrega y capacidades, lo invita a integrarse como bailarín a la compañía.
cita noticia|título=Otorgan la Medalla Bellas Artes al director, coreógrafo y bailarín Marco Antonio Silva|url=http://www.gob.mx/cultura/prensa/otorgan-la-medalla-bellas-artes-al-director-coreografo-y-bailarin-marco-antonio-silva?idiom=es%7Cfechaacceso=17 de marzo de 2017|agencia=Gobierno de la República|fecha=11 de noviembre de 2014}}</ref>

Trabajó en compañías profesionales de danza y teatro en la extinta República Federal Alemana por designación del Instituto Internacional de Teatro (ITI-UNESCO). En 1980 funda y dirige artísticamente la compañía Utopía Danza/Teatro. 
También participó en múltiples producciones teatrales, cinematográficas, de ópera y multimedia como coreógrafo y director de movimiento escénico.
Entre sus galardones se encuentran el Premio Nacional de Danza INBA/UAM en 1981 y 1986. También recibió los premios Nacional de Danza para Niños, Nuevos Proyectos Coreográficos y en 1998 el Premio Ancora, por la mejor producción teatral, en San José, Costa Rica. 
Es miembro del Sistema Nacional de Creadores de Arte del Fondo Nacional para la Cultura y las Artes (Fonca). Recibió la Medalla Bellas Artes en noviembre de 2014, máximo galardón que otorga el Instituto Nacional de Bellas Artes.
Ha compartido con exponentes reconocidos como:
- Héctor Mendoza
- Ludwik Margules
- Julio Castillo
- Michel Descombey
- Gloria Contreras
- Juan José Gurrola
- Gladiola Orozco
- Luis de Tavira
- Alejandro Luna
- Mario Lavista

## Premios
- Premio Nacional de Danza INBA/UAM (1981), (1986)
- Premio Nacional de Danza para Niños
- Primer Lugar en el VII Premio Nacional de Danza (1986)
- Nuevos Proyectos Coreográficos
- Premio "Ancora" por la mejor producción teatral, en San José de Costa Rica.
- Premio Nacional de Danza José Limón (2012).[2]